# Seniorat zachodni
Seniorat zachodni – stanowił jedną z jednostek organizacyjnych Kościoła Ewangelickiego Augsburskiego i Helweckiego Wyznania w Małopolsce, istniejącego w okresie II Rzeczypospolitej. Obejmował zbory położone na terenie dawnej Galicji Zachodniej.

## Dane statystyczne
| Parafia              | Filiały i stacje kaznodziejskie                                                          | Liczba wiernych | Kościół parafialny                           | Ilustracja                       |
| -------------------- | ---------------------------------------------------------------------------------------- | --------------- | -------------------------------------------- | -------------------------------- |
| Biała                | Lipnik (f., 700 wiernych) Żywiec (s.k.)                                                  | 1848            | Kościół Marcina Lutra w Białej               |                                  |
| Hochenbach (Czermin) | Goleszów (f., 59 wiernych) Padew Narodowa (f., 127 wiernych) Reisheim (f., 162 wiernych) | 690             | Kościół ewangelicki w Czerminie              |                                  |
| Kraków               |                                                                                          | 300             | Kościół św. Marcina w Krakowie               |                                  |
| Nowy Gawłów          | Majkowice                                                                                | 254             | Kościół ewangelicki w Nowym Gawłowie         |                                  |
| Nowy Sącz            | Glinik (s.k.) Krosno (s.k.) Zakopane (s.k.)                                              | 1042            | Kościół ewangelicko-augsburski w Nowym Sączu |                                  |
| Raniżów              | Steinau (f., 41 wiernych)                                                                | 120             | Kościół ewangelicki w Raniżowie              | Evangelische Kirche in Ranischau |
| Stadło               | Gołkowice Niemieckie (f., 200 wiernych)                                                  | 512             | Kościół ewangelicki w Stadle                 |                                  |